# Exopeptidasen
Exopeptidasen sind Enzyme aus der Gruppe der Peptidasen. Peptidasen spalten Proteine durch Hydrolyse der Peptidbindungen. Im Gegensatz zu den Endopeptidasen spalten die Exopeptidasen nur endständige Peptidbindungen der Aminosäuresequenz. Als Produkte entstehen freie Aminosäuren sowie Di- und Tripeptide.

## Einteilung
Die Exopeptidasen können in Aminopeptidasen, Carboxypeptidasen sowie Di- und Tripeptidasen unterteilt werden. Aminopeptidasen spalten die Polypeptidkette am N-Terminus, die Dipeptidyl-Peptidasen können dabei ein Dipeptid freisetzen, die Tripeptidyl-Peptidasen ein Tripeptid. Am C-Terminus agierende Exopeptidasen setzen einzelne Aminosäuren durch die Wirkung von Carboxypeptidasen oder Dipeptide durch die von Peptidyl-Dipeptidasen katalysierten Reaktionen frei. 
Darüber hinaus gibt es Exopeptidasen, die spezifisch Dipeptide spalten (Dipeptidasen) oder endständige substituierte, zyklisierte oder über Isopeptidbindungen verknüpfte Aminosäuren entfernen können (Omega-Peptidasen).